# Caballeros de la Quema
 (octobre 2020).
Caballeros de la Quema est un groupe de rock argentin. Mené par Iván Noble, le groupe est actif entre 1990 et 2001.

## Biographie
Le groupe est formé en 1990, avec Iván Noble (chant), Pablo Guerra, et Martín Méndez (guitare), Alejandro Sorraires et Martín « Cafusa » Staffolari (saxophone), Javier « Nene » Cavo (batterie) et Martín Carro Vila (basse). Ils publient leur premier album studio, Primavera Negra, en 1991. Leur deuxième album, Manos vacías, est publié en 1993, et comprend les morceaux Carlito et Patri. Ils jouent pour Joaquín Sabina à l'estadio Arquitecto Ricardo Etcheverry, et prennent part à un concert avec La Renga et Los Piojos sur la place du 9 juillet.
Castillo quitte le groupe, et est remplacé par Carro Villa. Le groupe publie un nouvel album, Sangrando, et joue pour Aerosmith. Sorraires  quitte le groupe qui lance un nouvel album, Perros, perros y perros. L'album comprend le morceau No chamuyés et fait participer León Gieco.
La paciencia de la araña est enregistré en 1998, et comprend le morceau Avanti morocha. L'énorme succès du moreau mène à la sortie d'un album live la même année. Bien qu'il ne contienne aucune parole politique, le morceau est utilisé pendant les élections présidentielle de 2011 pour promouvoir la réélection de la présidente Cristina Fernández de Kirchner. Il comprend aussi le morceau Mothers qui parle des mères de la place de Mai. 
Fulanos de nadie est publié en 2000, et Otro jueves cobarde en 2001. Le groupe se sépare la même année et Iván Noble continue sa carrière en solo.

## Membres
- Iván Noble - chant
- Pablo Guerra - guitare
- Martín Méndez - guitare
- Alejandro Sorraires - saxophone
- Martín « Cafusa » Staffolari - saxophone
- Javier « Nene » Cavo - batterie
- Martín Carro Vila - basse

## Discographie
- 1991 : Primavera negra
- 1993 : Manos vacías
- 1994 : Sangrando
- 1996 : Perros, perros y perros
- 1998 : La paciencia de la araña
- 1999 : En Vivo Obras (I&II) (album live)
- 2000 : Fulanos de nadie
- 2006 : Obras cumbres I&II (best of)